# Neomarica imbricata
Neomarica imbricata är en irisväxtart som först beskrevs av Hand.-mazz., och fick sitt nu gällande namn av Thomas Archibald Sprague. Neomarica imbricata ingår i släktet Neomarica och familjen irisväxter. Inga underarter finns listade i Catalogue of Life.